# 清凉寺 (芮城)
34°47′18″N 110°49′54″E / 34.78833°N 110.83167°E
清凉寺位于中国山西省运城市芮城县西陌镇坡头村，已列为全国重点文物保护单位。

## 历史
清凉寺创建于汉唐，历史久远，宋元之间重建。元大德七年（1303年）地震之后又重建，明清有修葺，山门和前殿、配殿等建筑均已毁于日军之手，现仅存元代大雄宝殿一座。

## 建筑
清凉寺大雄宝殿面阔五间，进深三间，单檐悬山顶，立于2米高的台基之上，前方出月台，设有舒缓的长甬道。大殿体量巨大。明间和两次间设隔扇门。殿内减柱造，两根金柱直径近1米，建筑面积572平方米。

## 保护
2001年6月25日，清凉寺由中华人民共和国国务院公布为第五批全国重点文物保护单位，编号5-247。